# Георг Август (Ербах-Шьонберг)
Георг Август фон Ербах-Шьонберг (на немски: Georg August fon Erbach-Schönberg; * 17 юни 1691 във Валденбург; † 29 март 1758 в Кьониг) е граф на Ербах-Фюрстенау-Шьонберг (Оденвалд), Кьониг и Бройберг (1718) и императорски имперски съветник. Георг Август е дядо на Августа Ройс Еберсдорф, която е баба по майчина линия на британската кралица Виктория и по бащина линия на нейния съпруг принц Алберт.
Той е малкият син на граф Георг Албрехт II фон Ербах-Фюрстенау (1648 – 1717) и съпругата му Анна Доротея Христина фон Хоенлое-Валденбург (1656 – 1724), дъщеря на граф Филип Готфрид фон Хоенлое-Валденбург и съпругата му Анна Христиана Шенкин фон Лимпург-Зонтхайм.
Брат е на Филип Карл (1677 – 1736), Карл Вилхелм (1680 – 1714) и Георг Вилхелм (1686 – 1757).
През 1717 г. графската фамилия Ербах се разделя и дворец Шьонберг става резиденция на линията Ербах-Шьонберг. Граф Георг Август фон Ербах-Шьонберг предприема през 1728/1729 г. големи строителни работи. Той умира на 29 март 1758 г. в Бад Кьониг на 67 години и е погребан в Михелщат.

## Фамилия
Георг Август се жени на 15 декември 1719 г. в Гедерн за графиня Фердинанда Хенриета фон Щолберг-Гедерн (* 2 октомври 1699 в Гедерн; † 31 януари 1750 в Шьонберг, Оденвалд), дъщеря на граф Лудвиг Христиан фон Щолберг-Гедерн и втората му съпруга херцогиня Кристина фон Мекленбург-Гюстров. Те имат децата:
- Кристина (1721 – 1769), омъжена на 2 октомври 1742 г. в Шьонберг за граф Хайнрих XII Ройс цу Шлайц (1716 – 1784)
- Георг Лудвиг II (1723 – 1777), граф на Ербах-Шьонберг 1758, женен на 11 ноември 1764 г. в Пльон за принцеса Фридерика София Шарлота фон Холщайн-Зондербург-Пльон (1736 – 1769), дъщеря на херцог Фридрих Карл фон Шлевиг-Холщайн-Зондербург-Пльон
- Франц Карл (1724 – 1788), граф на Ербах-Шьонберг 1777, генерал-майор в Нидерландия, женен на 4 септември 1778 г. в Бергхайм за графиня Августа Каролина цу Изенбург-Бюдинген в Бюдинген (1758 – 1815)
- Христиан Адолф (1725 – 1726)
- Каролина Ернестина (1727 – 1796), омъжена на 28 юни 1754 г. в Турнау за граф Хайнрих XXIV фон Ройс-Еберсдорф (1724 – 1779), прабаба на кралица Виктория
- Кристиан фон Ербах-Шьонберг (1728 – 1799), граф на Ербах-Шьонберг 1788, генерал-фелдвахтмайстер, Курпфалц, таен съветник, комтор на Тевтонския орден във Фризак и Заудхоф, щатхалтер на Мергентхайм
- Августа Фридерика (1730 – 1801), омъжена на 13 септември 1753 г. в Шьонберг за граф Кристиан Фридрих Карл фон Гих-Турнау-Волфщайн (1729 – 1797)
- Георг Август (1731 – 1799), френски бригадиер
- Карл (1732 – 1816), генерал-фелдцойгмайстер 1799, женен за Мария Йохана Задубска фон Шьонтал (1757 – 1787)
- Фридрих (1733 – 1733)
- Луиза Елеонора (1735 – 1816), омъжена на 6 юли 1750 г. в Шьонберг за граф Леополд Казимир ван Рехтерен (1717 – 1778)
- Казимир (1736 -1760 в Прага)
- Густав Ернст (1739 – 1812), френски полковник (maréchal de camp), пруски генерал-майор, женен на 3 август 1782 г. в Кьониг, Оденвалд за графиня Хенриета Кристиана фон Щолберг-Щолберг (1753 – 1816)